# ベスト・オブ・坂本龍一ヴァージン・トラックス
『ベスト・オブ・坂本龍一ヴァージントラックス』（ベスト・オブ・さかもとりゅういちヴァージントラックス、英語: Virgin Tracks）は、日本の作曲家である坂本龍一の4枚目のベスト・アルバム。
1993年3月31日にヴァージン・レコードからリリースされた。
本作は、坂本が1988年から1991年まで在籍していたヴァージン・ジャパンから発表された楽曲を時系列に収録された作品で、日本未発表トラックである「ウィ・ラヴ・ユー (エディティッド・トーキング・ドラムス・ミックス)」「クラウド #9」「ハイ・タイド (イングリッシュ・ヴァージョン)」の3曲が収録されている。

## リリース
1993年3月31日にヴァージン・レコードから、ベスト・アルバム『ベスト・オブ・坂本龍一サウンドトラックス』と同時にCDのみでリリースされた。
1995年6月28日にベスト・アルバム『ベスト・オブ・坂本龍一サウンドトラックス』と同時にCDのみで再リリースされた。

## 批評
| 専門評論家によるレビュー | 専門評論家によるレビュー |
| レビュー・スコア         | レビュー・スコア         |
| 出典                     | 評価                     |
| ------------------------ | ------------------------ |
| CDジャーナル             | 肯定的                   |

『CDジャーナル』は、「コラージュ手法を極めた完成度という記名性と、作品自体の匿名性、普遍性の対照がおもしろい」と全体的に肯定的な評価を下している。

## 収録曲
| #         | タイトル | 作詞                                                                                               | 作曲                                                                                               | 収録作品                                           | 時間  |
| --------- | --- | -------------------------------------------------------------------------------------------------- | -------------------------------------------------------------------------------------------------- | -------------------------------------------------- | ----- |
| 1.        | 「ウィ・ラヴ・ユー (エディティッド・トーキング・ドラムス・ミックス)」(We Love You (Edited Talking Drums Mix)) | ミック・ジャガー キース・リチャード                                                                | ミック・ジャガー キース・リチャード                                                                | シングル『ウィ・ラヴ・ユー』                       | 4:53  |
| 2.        | 「ユー・ドゥ・ミー」(You Do Me)                                                                               | 坂本龍一 ラリー・ホワイト カーク・クランパー ジェフリー・コーヘン 我如古より子 古謝美佐子 玉城一美 | 坂本龍一 ラリー・ホワイト カーク・クランパー ジェフリー・コーヘン 我如古より子 古謝美佐子 玉城一美 | シングル『ユー・ドゥ・ミー』                       | 5:04  |
| 3.        | 「コーリング・フロム・トーキョー」(Callin From Tokyo)                                                         | 坂本龍一 アート・リンゼイ ロジャー・トリリング                                                     | 坂本龍一 アート・リンゼイ ロジャー・トリリング                                                     | アルバム『ビューティ』                             | 4:26  |
| 4.        | 「アモーレ」(Amore)                                                                                           | 坂本龍一 アート・リンゼイ ロジャー・トリリング                                                     | 坂本龍一 アート・リンゼイ ロジャー・トリリング                                                     | アルバム『ビューティ』                             | 4:53  |
| 5.        | 「安里屋ユンタ」(Asadoya Yunta)                                                                               | 星克                                                                                               | 宮良長包                                                                                           | アルバム『ビューティ』                             | 4:35  |
| 6.        | 「ローズ」(Rose)                                                                                              | 坂本龍一 アート・リンゼイ                                                                          | 坂本龍一 アート・リンゼイ                                                                          | アルバム『ビューティ』                             | 5:11  |
| 7.        | 「ジャバラム」(Diabaram)                                                                                      | ユッスー・ンドゥール 坂本龍一                                                                      | ユッスー・ンドゥール 坂本龍一                                                                      | アルバム『ビューティ』                             | 4:11  |
| 8.        | 「ルル」(Lulu)                                                                                                | | 坂本龍一                                                                                           | アルバム『ハートビート』                           | 4:19  |
| 9.        | 「サヨナラ (イングリッシュ・ヴァージョン)」(Sayonara (English Version))                                       | ジェフリー・コーヘン                                                                               | 坂本龍一                                                                                           | シングル『Sayonara』                               | 5:22  |
| 10.       | 「トゥリストゥ」(Triste)                                                                                      | マルコ・プリンス 坂本龍一                                                                          | マルコ・プリンス 坂本龍一                                                                          | アルバム『ハートビート』                           | 4:23  |
| 11.       | 「クラウド #9」(Cloud #9)                                                                                     | デヴィッド・シルヴィアン 坂本龍一                                                                  | デヴィッド・シルヴィアン 坂本龍一                                                                  | アルバム『ハートビート』（海外盤）                 | 5:17  |
| 12.       | 「ハイ・タイド (イングリッシュ・ヴァージョン)」(High Tide (English Version))                                  | 坂本龍一 アート・リンゼイ                                                                          | 坂本龍一 アート・リンゼイ                                                                          | アルバム『ハートビート』（海外盤）                 | 4:53  |
| 13.       | 「ラップ・ザ・ワールド」(Rap The World)                                                                       | & DJトーワ・トーワ                                                                                 | & DJトーワ・トーワ                                                                                 | アルバム『ハートビート』                           | 4:53  |
| 14.       | 「ハートビート (クラブ・ミックス)」(Heartbeat (Club Mix))                                                     | 坂本龍一 富家哲 ジェフリー・コーヘン                                                               | 坂本龍一 富家哲 ジェフリー・コーヘン                                                               | リミックス・アルバム『ハートビート〜リミクシーズ』 | 6:05  |
| 合計時間: | 合計時間: | 合計時間:                                                                                          | 合計時間:                                                                                          | 合計時間:                                          | 68:25 |

## リリース履歴
| No. | 日付          | 国名 | レーベル             | 規格 | 規格品番   | 備考   |
| --- | ------------- | ---- | -------------------- | ---- | ---------- | ------ |
| 1   | 1993年3月31日 | 日本 | ヴァージン・レコード | CD   | VJCP-28160 |        |
| 2   | 1995年6月28日 | 日本 | ヴァージン・レコード | CD   | VJCP-3110  | 再発盤 |